# 格莱尼克
格莱尼克（法語：Glénic，法語發音：[ɡlenik]）是法国克勒兹省的一个市镇，位于该省西北部，省会盖雷市区以北，属于盖雷区和大盖雷城市公共社区。

## 地理
格莱尼克（46°13'24"N, 1°55'22"E）面积27.6 平方千米，位于法国新阿基坦大区克勒兹省，该省份为法国中部省份，位于法國中央高原西北部，北起安德尔省和谢尔省，西接维埃纳省，南至科雷兹省，东临多姆山省，东北与阿列省接壤。
与格莱尼克接壤的市镇（或旧市镇、城区）包括：阿然、昂泽姆、茹亚、罗什、圣费尔、圣菲耶勒。
格莱尼克的时区为UTC+01:00、UTC+02:00（夏令时）。

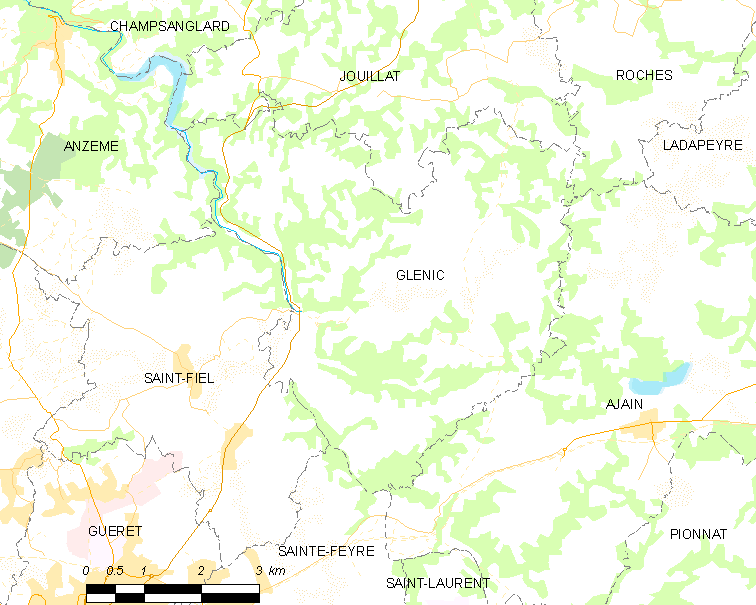
格莱尼克的OSM定位图

## 行政
格莱尼克的邮政编码为23380，INSEE市镇编码为23092。

## 政治
格莱尼克所属的省级选区为圣沃里县。

## 交通
克勒兹省省道D16线、D63线、D63A1线和D940线等经过格莱尼克境内。

## 人口

1962-2008年间格莱尼克人口变化图示

格莱尼克于2022年1月1日时的人口数量为644人。